# Ergoterapi
Ergoterapi (tidligere kaldet beskæftigelsesterapi og arbejdsterapi; engelsk: ergotherapy, occupational therapy, occupation therapy, work therapy) udføres af ergoterapeuter.
Ergoterapi er et fag i social- og sundhedsvæsenet i Danmark, der udføres ud fra en rehabiliterende og forebyggende målsætning i samarbejde med målgrupper, der har aktivitetsproblemer i deres hverdag.
Formålet med ergoterapi er at fremme hverdagslivets aktiviteter for den enkelte borger og grupper af borgere. Ved hverdagslivets aktiviteter forstås gøremål, der for den enkelte er meningsfulde eller nødvendige og som relaterer sig til dagligdagen, arbejds- og fritidsliv samt involvering i samfundslivet.
I ergoterapi anvendes meningsfulde aktiviteter som middel til at fremme sundhed, forebygge aktivitetstab samt vedligeholde og udvikle aktivitetsformåen.
Ergoterapi kan rettes mod:
- Udvikling af personens færdigheder
- Graduering af aktiviteten
- Tilpasning af omgivelserne

## Historie
Ergoterapeuter gik tidligere under betegnelserne arbejdsterapeut, beskæftigelsesterapeut og terapiassistent.[kilde mangler] Uddannelsen så dagens lys for første gang i 1933 og bestod dengang af et 3-måneders kursusforløb. I 1945 blev uddannelsen forlænget til at vare 2 år i alt og i 1953 blev uddannelsen gjort 3-årig.[kilde mangler] I 2001 omlagde Undervisningsministeriet den 3-årige uddannelse til den nuværende 3½-årige mellemlange videregående professionsbacheloruddannelse i ergoterapi. Uddannelsen læses på en ergo- og fysioterapeutskole (professionshøjskole) og fører frem til betegnelsen professionsbachelor i ergoterapi. Betegnelsen på engelsk er occupational therapist (bachelor in occupational therapy). Det er også muligt at uddanne sig til kandidat i ergoterapi på Syddansk Universitet (SDU).
Ergoterapeuter er samlet i  fag- og professionsforeningen  Ergoterapeutforeningen, som tidligere var medlem af Sundhedskartellet og  Fagbevægelsens Hovedorganisation(var tidligere medlem af FTF) er nu medlem af Akademikerne. Ergoterapeuter er endvidere underlagt Sundhedsvæsenets Patientklagenævn.

## Arbejdsområder

### Generelt
En ergoterapeut arbejder med at styrke og støtte personer med at udføre aktiviteter eller arbejde ved at have fokus på psykiske, fysiske eller sociale begrænsninger og muligheder, og arbejder på sygehuse, plejehjem og institutioner, i dagcentre, virksomheder og skoler.
Arbejdet sker dels gennem træning i de daglige aktiviteter, som borgeren selv prioriterer højest, og dels gennem indretning af understøttende omgivelser i borgerens hjem, på arbejdspladsen og øvrige nærmiljø (f.eks. ved hjælp af ADL-tilbud).[kilde mangler]

### Sanseintegration
Mennesket har 7 sanser. Den taktile, vestibulære, proprioceptive, olfaktoriske, visuelle, auditive og gustatoriske sans. Det er disse sanser som menneskets hjerne bruger til modtage og bearbejde stimuli og som giver en samlet forståelse for den verden vi bevæger os i. Dette kaldes også sanseintegration.
Vi kan alle opleve udfordringer ift vores sanser, men det kan være individuelt hvor og hvornår man oplever det. Nogle mennesker kan være særligt sensitive og have problemer med selvregulering dette ses bl.a. ved mennesker med ADHD, ADD, autisme og psykiske sygdomme.
Som ergoterapeut kan man arbejde med sanseintegration inden for alle aldre og målgrupper. Ergoterapeuten vil typisk have særligt fokus på at arbejde med de sanser der er ude af balance, dvs sanser der enten er overstimulerede eller understimulerede. For at finde frem til hvilke sanser der er ude af balance kan ergoterapeuten anvende en sanseprofil på borgeren. Herefter vil ergoterapeuten i samarbejde med borgeren finde frem til en behandlingsplan, som borgeren kan benytte sig af i sin hverdag.

#### Kugledyners virkning på søvnproblemer[1]
Ifølge Birgitte Gammeltoft, specialergoterapeut indenfor neurorehabilitering er kugledynen udviklet på baggrund af sanseintegrationsteorien.
“Grundet dynens tyngde påvirkes de proprioceptive sanser på et stort areal af kroppen, hvis klienten har dynen over sig”
“Det kraftige proprioceptive imput til nervesystemet virker dæmpende på muskeltonus og giver dermed klienten en god forudsætning for at slappe af...” 
Birgitte Gammeltoft understreger, at det er meget forskelligt, hvor meget klienten har behov for at bruge kugledynen - det afhænger af dennes sansebehov.
Ydermere forklarer hun, at der ingen fare er for, at klienten kan blive overstimuleret af kugledynen. Det er blot vigtigt at observere klientens reaktion og reagere på ændret adfærd.
Med inspiration i kugledynens positive effekter på søvn hos børn med diagnoser som ADHD og Autisme, er der udviklet en tyngdedyne, som også henvender sig til børn uden diagnose. Tyngdedynens fyldmateriale er lydsvagt og vaskbart, så den opfylder behovet ved bl.a. små børn. Tyngdedynen har en positiv effekt på at berolige nervesystemet, og hjælper barnet med at finde ro i egen krop, hvilket giver lettere indsovning og færre opvågninger.

### Sanseintegrations påvirkning på søvnproblematikker hos børn med autisme
Autismespektrumforstyrrelse (AFS) er en samlet betegnelse for gennemgribende udviklingsforstyrrelser. Mennesker med en AFS har en gennemgribende anderledes måde at sanse, forstå og begå sig verden på, hvilket bl.a. giver sig til udtryk i, at de er særligt sansemæssigt følsomme. Forskning peger desuden på, at mange børn med ASF oplever søvnvanskeligheder, hvilket kommer til udtryk ved indsovningsvanskeligheder og mange opvågninger i løbet af natten. Nogle af årsagerne hertil kan være sensoriske forskelligheder eller øget stressniveau. God søvn har stor betydning for det enkelte barns livskvalitet og evne til at klare daglige aktiviteter.
Inden for sanseintegrationsområdet gør man brug af kugledyner, der med sine kugler og sin tyngde både stimulerer den proprioceptive og taktile sans. Dette resulterer i, at kugledynen øger kropsfornemmelsen og afgrænser kroppen, hvilket giver tryghed og har en beroligende og angstdæmpende virkning. Derfor er en kugledyne brugbar, når man har søvnproblematikker.
“På Nykøbing Falster Centralsygehus er dynerne i ti år blevet anvendt til børn med forskellige diagnoser, hvor sanseintegrationsproblemer indgår som et delelement. Det har længe været en generel fornemmelse, at dynen virker godt på nogle børn med sanseintegrationsproblemer. Blot eksisterer der ikke evidensbaseret viden om, hvorvidt det rent faktisk forholder sig sådan.”
Ifølge et RCT-studiet “Weighted Blankets and Sleep in Autistic children - A Randomized controlled trial“, der undersøgte hvorvidt kugledyner kan forbedre søvnen hos børn med autisme (ASD) konkluderes det, at kugledyne-interventionen ikke var mere effektiv end kontrol dyne-interventionen, ift. den totale søvn tid (TST) eller andre parameter i forhold til søvnkvalitet. Dette var ligegyldigt om parametrene var målt objektivt ved hjælp af aktigrafi eller subjektivt ved hjælp af forældre dagbogen. Dog havde børnene en tilbøjelighed til bedre at kunne lide kugledynen og forældrene var mere tilbøjelig til at vurdere børnenes søvn til at være bedre trods ingen videnskabelig forklaring af aktigrafi eller dagbog. Forældrene vurderer desuden også, at de oplevede, at deres børns adfærd var roligere, når de sov med kugledynen.

### Oral stimulation til præmature børn
Barnets sanser dannes i starten af graviditeten, men modnes først i den sidste del af graviditeten og udvikles op gennem barndommen. Præmature børn kommer til verden “umodne” før deres lunger, deres sutterefleks og deres sanser er færdigudviklede. Under fostertilstanden øver spædbarnet sig på at sutte på tommelfingre, her udvikles sutterefleksen. Dette er en universel evne som barnet skal bruge til at optage næring selvstændigt. Denne øvelse fratages præmature børn da evnen ikke er modnet inden fødsel, og de kan derfor have vanskeligheder ved at få noget ind i munden så som f.eks. et bryst eller en sutteflaske. De umodne sanser medfører et sart sansesystem hos de præmature børn, hvilket gør at de kan have svært ved at sortere i sanseindtryk, som kan forårsage vanskeligheder under spiseudviklingen.
Ifølge et RCT-studie fra University and Polytechnic Hospital La Fe, Valencia, Spain viser det sig, at oral stimulation hos præmature børn har betydelig effekt på deres udvikling af spiseevnen. Studiet konkluderer, at oral stimulation fremskynder udskrivelsen fra hospitalet, da de præmature børn skal kunne indtage en vis mængde næring for at opnå udskrivningskriterierne.
Det er typisk ergoterapeuter der arbejder med oral stimulation. Oral stimulation går ud på at stimulere følesansen i mund og svælg, samt bevægelser i munden herunder f.eks. bevægelse af tungen, fordi tungen reflektorisk vil bevæge sig derhen hvor hjælperen stimulerer. Formålet er altså sammenfattende at øge perceptionen, synkefunktionen, fremme bevægelserne i munden og øge vågenheden hos barnet. Vigtigst af alt er at have et skarpt øje for det præmature barns reaktion på stimulationen, kan de tolerere alle de stimuli eller viser de tegn på ubehag ved berøringen af munden?

### Dyreassisteret terapi
Dyreassisteret terapi er en målrettet interventionsindsats, hvor specielt optrænede terapidyr, såsom hunde og heste m.fl., anvendes til at afhjælpe og nedsætte symptomer på forskellige psykiske og somatiske funktionsnedsættelser.
Dyreassisteret terapi er siden slutningen af 1800-tallet blevet brugt til psykologisk/psykiatrisk behandling. Man startede med at bruge dyrene til at fremme menneskers sociale interaktion på psykiatriske hospitaler.
På trods af den lange historie er dyreassisteret terapi ikke et veldokumenteret forskningsområde på nuværende tidspunkt, dog har eksisterende forskning vist en positiv effekt på bl.a. plejehjemsbeboere, der lider af depression.

#### Dyreterapi i ergoterapien
Dyreassisteret terapi kan være velegnet til alle målgrupper, så længe allergi og angst for dyr tages i betragtning. Der findes eksempler på dyreterapitilbud til personer med: demens, depression, angst, smerte, stress, PTSD, autismespektrumforstyrrelser, indlæringsvanskeligheder, ADHD, kognitive dysfunktioner, apopleksi, cancer, cerebral parese, mobilitetsnedsættelser, sensoriske forstyrrelser m.fl.
Dyreterapi kan endvidere være gavnligt i arbejdet med sansedepriverede mennesker, da man stimuleres på flere sanser i samvær med dyr. Hvorvidt et menneske har sensoriske forstyrrelser, kan undersøges ved at udarbejde en Sensory Profile med personen.
Der findes på nuværende tidspunkt ikke nogen standardiseret fremgangsmåde, protokol, guideline eller national klinisk retningslinje i forhold til arbejdet med dyreassisteret terapi til de forskellige målgrupper. Der findes enkeltstående forskningsartikler og forsøg inden for forskellige områder, men disse er af svingende metodisk kvalitet

#### Eksempler på dyreterapi i Danmark
Hammel Neurocenter, Egemosegård, Dagmarsminde privatplejehjem og Antons Hus aflastnings- og bosted for børn og unge m.fl. Dyreterapi kan også anvendes af privatpraktiserende ergoterapeuter og på privatejede institutioner.
I det offentlige er der eksempler på læsehunde i skoler, besøgs- og terapihunde på plejehjem, i socialpsykiatrien og på psykiatrisk ambulatorie. Sagsbehandlende ergoterapeuter vurderer sager med bevilling af service- og terapihunde.

### Virtual reality som behandling til skizofreni
Virtual reality (VR) er en stadig ny, potentiel behandlingsmetode til patienter med symptomer som følge af skizofreni, der kan implementeres som et supplement til vanlig behandling. VR giver brugeren mulighed for at interagere med en avatar, som stemmer overens med den stemme man har i hovedet. Dette foregår i den computergenerede 3D verden - via eksponering. Denne form for behandling er en kontrolleret behandlingsmulighed, udført af en terapeut samt specialister indenfor VR, og kan være en hensigtsmæssig og relevant mulighed til patienter der er plaget af stemmer. En vanlig behandling er ofte langvarig og koster samfundet mere end både kræftsygdomme, hjertesygdomme og alle reumatologiske lidelser - hver for sig. Der er foruden mange påvist resistente over for den antipsykotiske medicin og der er samlet set 20-30% skizofreniramte, der har ingen gavn af den aktuelle behandlingsform .

### Virtual reality (VR) - et redskab til jobsamtale til borgere med skizofreni
Mennesker med skizofreni oplever problemer med deres arbejdshukommelse, verbal og visuel indlæring, eksekutive funktioner og deres social kognition. Det vil sige, at de blandt andet kan have svært ved at huske korte instruktioner, lære via mundtlig information og danne sig et overblik, stå op om morgenen osv. Disse symptomer kan være årsager til at, borgerne med skizofreni har svært ved at få/eller fastholde et arbejde.
Studier viser at brug af VR jobsamtaler har en positiv effekt på både ens selvtillid samt sociale færdigheder i rigtige jobsamtaler. Studiet startede ud med at have 32 deltagere, hvoraf 2 hoppede fra. Det varede 6 måneder, hvorefter 80% af deltagerne mente at forløbet havde en positiv virkning, der gjorde dem bedre klædt på til rigtige job interviews. 47.8% af dem der deltog i forløbet med VR modtog jobsamtaler, hvoraf kun 14.3% af kontrol-gruppen modtog jobtilbud. Derudover mente 56% af deltagerne at VR hjalp dem med at få et job.

### Virtual reality som behandling til social angst
Inden for de seneste år ses et stigende brug af Virtuel Reality (VR) som behandlingsform i den ergoterapeutiske praksis. VR benyttes som et delelement i den ergoterapeutiske intervention til personer med psykiske sygdomme, såsom social angst. Gennem eksponering af hverdagsaktiviteter i den virtuelle verden, vil klienten kunne opnå social bedring i hverdagslivet. I den virtuelle verden kan ergoterapeuten med 100% sikkerhed sige til sine klienterne, at der ikke sker noget ubehageligt eller farligt i den valgte virtuelle aktivitet. Ergoterapeuter kan gennem redskaber som workshops, COPM og aktivitetsanalyser finde frem til hvilke scenarier, filmene skal fokusere på. På den måde kan klienten opnå en mestringsfølelse samt få en mere meningsfuld oplevelse af hverdagsaktiviteter, som føles svære eller ængstelige. Brugen af VR som behandlingsform er stadig i udvikling inden for det ergoterapeutiske felt til behandling af psykiske lidelser. Derudover undersøges virkning også indenfor andre klientgrupper, for eksempel apopleksi.

### Virtual reality som behandling til akut apopleksi
Apopleksi er den hyppigste årsag til erhvervet hjerneskade, og fører i de fleste tilfælde til et langt og hårdt genoptræningsforløb, som kræver indsatser på adskillige sundhedsfaglige områder. Genoptræning af Apopleksipatienter har givet anledning til meget forskning gennem tiden, til behandlingstiltag indenfor området. Ankomsten af Virtual Reality (VR) systemer på markedet har skabt stor interesse, også på rehabiliteringsområdet, og der er indenfor det seneste årti opstået en større interesse for at inkorporere denne teknologi på rehabiliteringsområdet.
Et studie fra 2012, udført i Seoul, Korea, har forsøgt at undersøge VR teknologiens anvendelighed til genoptræning af patienter i det akutte stadie af apopleksi, og formår at skabe lav evidens for dette. Studiet havde en forholdsvis lille deltagergruppe med 26 deltagere delt op i to grupper på 13 deltagere, en kontrolgruppe og en eksperimentel gruppe. Kontrolgruppen undergik konventionel fysioterapi og ergoterapi, imens den eksperimentelle gruppe undergik samme konventionelle intervention, sammen med træning i VR. Til effektmål blev tre testredskaber anvendt: Fugl-Meyer Assessment of Physical Performance og Manual Function Test til at følge udviklingen af deltagernes funktionsniveau i overekstremitet, samt den koreanske Modificeret Barthel-Index til effektmål af deltagernes selvstændighed i Almindelig Daglig Levevis aktiviteter. Studiet konkluderer at der ikke kan påvises nogen betydelig forskel på de to gruppers udvikling ud fra ovenstående kriterier, men tilføjer at der på skanning med Funktionel Magnetisk Ressonanstomografi at der hos fem af deltagerne i den eksperimentelle gruppe er sket neurologiske forandringer, der bidrager til motoriske forbedringer og større frekvens af spejlneuroners aktionspotentiale.
1. 1 2 3  (Kilde: Gammeltoft, Birgitte C. Sansestimulering for voksne, forlag Gammeltoft, 3 Udgave, 1. Oplag.)
2. ↑  Positive effects of a weighted blanket on insomnia", Ackerley, R., Badre, G., & Olausson, H., Journal of Sleep Medicine & Disorders, 2015, 2(3), 1022
3. ↑  "Arkiveret kopi". Arkiveret fra originalen 21. oktober 2020. Hentet 20. januar 2021.
4. ↑  https://www.sst.dk/-/media/Udgivelser/2020/Digital-sundhed/Digitale-enheders-betydning-for-soevn-hos-0-15-aarige-boern-og-unge.ashx?la=da&hash=7E88476ABF8E378A4E30DEFE2323A06524DC4079
5. ↑  Gammeltoft Birgitte. Sansestimulering for voksne. 4. udgave. Haslev: fa. Gammeltoft; 2019.
6. ↑  "Wayback Machine" (PDF). Arkiveret fra originalen (PDF) 17. februar 2021. Hentet 20. januar 2021.
7. ↑  https://pediatrics.aappublications.org/content/pediatrics/134/2/298.full.pdf
8. ↑  https://www.tandfonline.com/doi/full/10.1080/01942638.2019.1698688?casa_token=L_olZOtvOpgAAAAA%3A-a6DpjqXqbTBlcHsV39iflNcc10sIt3F1BELwGP6gNWmKgsAEH00uXrYOMpQf1DzeSJ4s6hlpoSg
9. ↑  O’Haire ME, Guérin NA, Kirkham AC. Animal-Assisted Intervention for trauma: a systematic literature review. Front Psychol [Internet]. 7. august 2015 [henvist 12. januar 2021];6. Tilgængelig hos: https://www.ncbi.nlm.nih.gov/pmc/artiles/PMC4528099/
10. ↑  Ambrosi C, Zaiontz C, Peragine G, Sarchi S, Bona F. Randomized controlled study on the effectiveness of animal‐assisted therapy on depression, anxiety, and illness perception in institutionalized elderly. Psychogeriatrics [Internet]. januar 2019 [henvist 15. januar 2021];19(1):55–64. Tilgængelig hos: http://search.ebscohost.com/login.aspx?direct=true&db=ccm&AN=134234096&site=ehost-live
11. ↑  Jürgensen K, Sparholt U. Sensory Profile - Et testredskab som beskriver sammenhængen imellem barnets evne til at forarbejde sensoriske informationer og barnets adfærd i forbindelse med udførelse af daglige aktiviteter. [Internet]. Ergoterapeutforeningen; 2005 [henvist 20. januar 2021]. Tilgængelig hos: https://www.etf.dk/uploads/uploads/public/documents/Ydelsesbeskrivelser/us-sensory_profile_-_0405.pdf
12. ↑  "Arkiveret kopi". Arkiveret fra originalen 11. november 2020. Hentet 20. januar 2021.
13. ↑  "Skizofreni". Arkiveret fra originalen 19. november 2020. Hentet 20. januar 2021.
14. ↑  "Mit nye liv: Sejren over stemmerne". Arkiveret fra originalen 6. januar 2021. Hentet 20. januar 2021.
15. ↑  "Medicin kan ikke stå alene". Arkiveret fra originalen 21. november 2020. Hentet 20. januar 2021.
16. ↑  Fink.Jensen, A., & Glenthøj, B. Y. (kap 8). Klinisk Psykiatri (4. udg., Bd. 2016). Munksgaard.
17. ↑  Smith, M. J., Fleming, M. F., Wright, M. A., Roberts, A. G., Humm, L. B., Olsen, D., & Bell, M. D. (2015). Virtual reality job interview training and 6-month employment outcomes for individuals with schizophrenia seeking employment. Schizophrenia Research, 166(1–3), 86–91. https://doi.org/10.1016/j.schres.2015.05.022
18. ↑  "Arkiveret kopi". Arkiveret fra originalen 17. februar 2021. Hentet 20. januar 2021.
19. ↑  http://www.rehab.go.jp/english/whoclbc/pdf/E08.pdf